# Crispin Sorhaindo
 (juin 2019).
Si vous disposez d'ouvrages ou d'articles de référence ou si vous connaissez des sites web de qualité traitant du thème abordé ici, merci de compléter l'article en donnant les références utiles à sa vérifiabilité et en les liant à la section « Notes et références ».
Crispin Sorhaindo, né le 23 mai 1931 à Vieille Case et mort le 10 janvier 2010 à Roseau, est un homme d'État dominiquais, président du Commonwealth de la Dominique de 1993 à 1998.